# Perth Wildcats
Els Perth Wildcats són un equip de bàsquet australià amb seu en la ciutat de Perth, que competeix en la NBL, la principal categoria del bàsquet oceànic. Disputa els seus partits en el Challenge Stadium, amb capacitat per a 4.500 espectadors.

## Història
L'equip es va fundar en 1982 amb el nom de Westate Wildcats. Va ser el primer equip sorgit d'Austràlia Occidental, i l'únic fins al moment a haver-hi format part de la NBL. En 1984 van canviar el nom per l'actual, i en 1987 van aparèixer per primera vegada en els play-offs, arribant a la final, que van perdre davant els Brisbane Bullets.

## Palmarès
- NBL
  - Campió 1990, 1991, 1995, 2000 i 2010
  - Finalista 1987, 1993 i 2003

## Camisetes retirades
- No. 6 Mike Ellis
- No. 7 James Crawford
- No. 14 Scott Fenton (decès)
- No. 15 Ricky Grace
- No. 21 Andrew Vlahov
- No. 30 Scott Fisher

## Jugadors destacats
- Todd Lichti
- Paul Rogers